# Митрополія Діжон

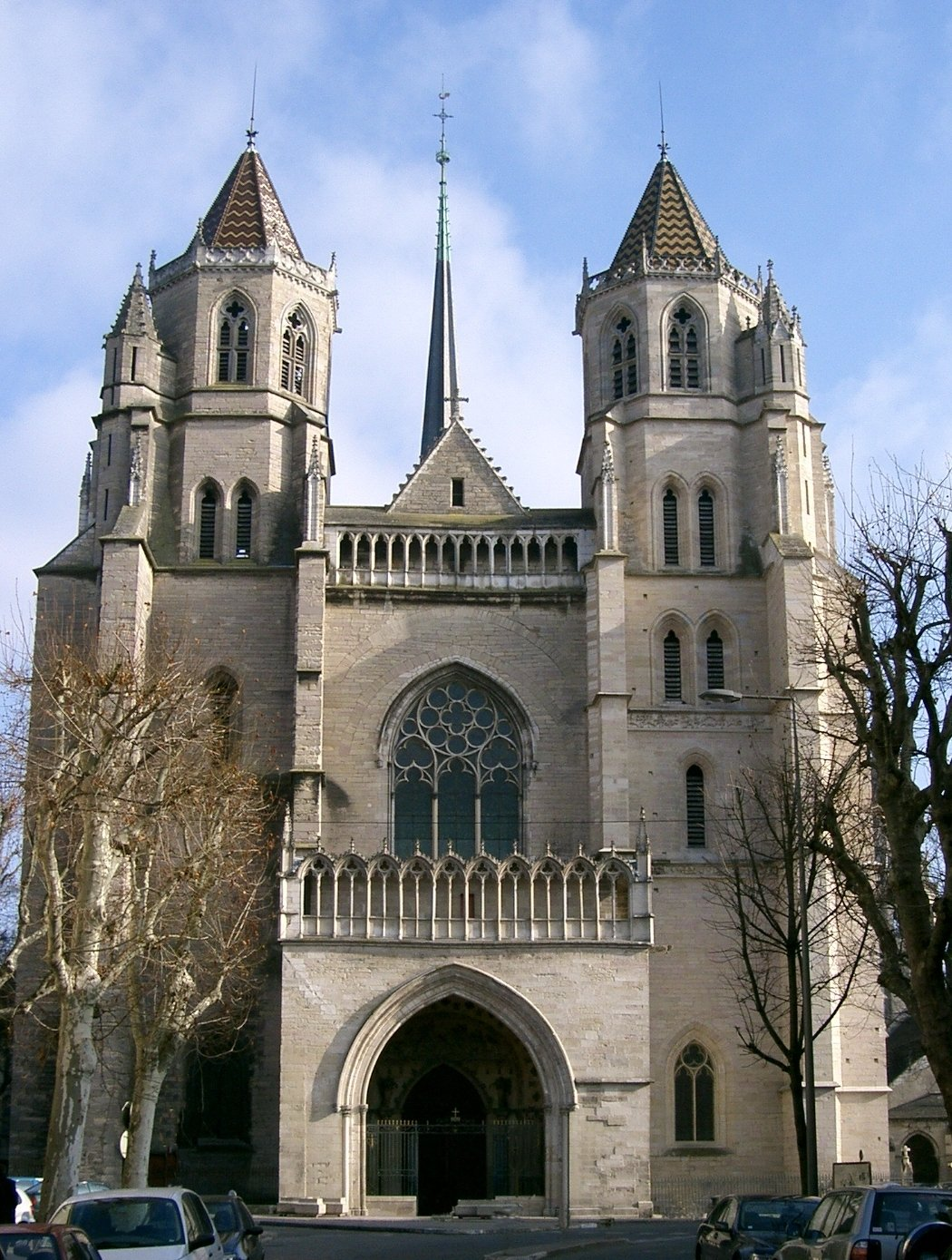

Митрополія Діжон (Metropolia Dijon) — митрополія римо-католицької церкви у Франції. Утворена 2002 року в ході територіальної реформи католицької церкви у Франції. Включає 2 архідієцезії, 2 дієцезії та прелатуру. Головною святинею є Собор святого Беніна в Діжоні (Cathédrale Saint-Bénigne de Dijon)